# Cortodera neali
Cortodera neali är en skalbaggsart som beskrevs av Aleksandr Sergeievich Danilevsky 2004. Cortodera neali ingår i släktet Cortodera och familjen långhorningar.
Artens utbredningsområde är Iran. Inga underarter finns listade i Catalogue of Life.